# 内藤元幸
内藤 元幸（ないとう もとゆき）は、安土桃山時代から江戸時代初期の人物。毛利氏の家臣で、長州藩士。父は内藤元泰。

## 生涯
天正16年（1588年）、毛利氏の家臣・内藤元泰の次男として生まれる。慶長8年（1603年）10月16日に毛利輝元の加冠によって元服し、「元」の偏諱を与えられて元幸と名乗った。また輝元から、慶長12年（1607年）に與左衛門尉、慶長16年（1611年）に作左衛門尉の仮名が与えられている。
慶長13年（1608年）に父・元泰が死去したことで、父の隠居領のうち60石の地を相続した。以後、長州藩士として毛利秀就と毛利綱広に仕え、寛文6年（1666年）1月17日に79歳で死去した。